# Deudorix
Genre

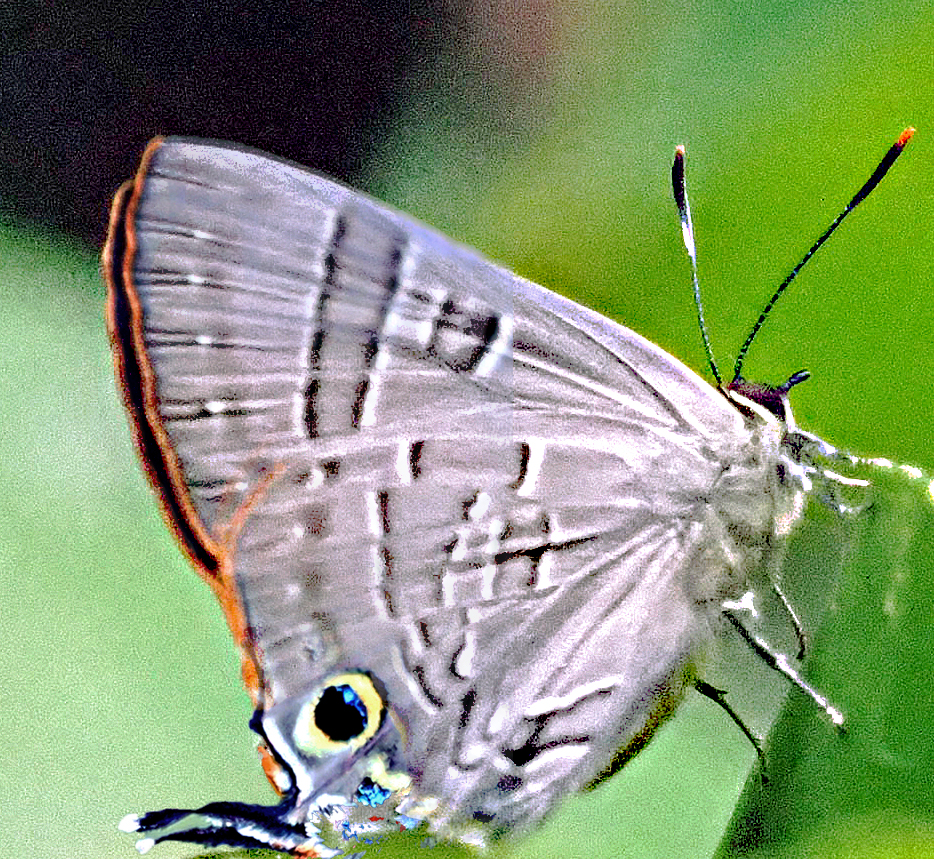
Deudorix pewcacus Tennent 2008 Nouvelle Calédonie

Deudorix est un genre de lépidoptères de la famille des Lycaenidae et de la sous-famille des  Theclinae. 

## Dénomination
Le nom Deudorix a été donné par William Chapman Hewitson en 1863.
Ils se nomment Cornelians et Playboys en anglais.

## Liste d'espèces

### Résidant en Afrique
- Deudorix antalus (Hopffer, 1855); présent en Afrique et à Madagascar.
- Deudorix badhami Carcasson, 1961; présent dans le sud de l'Afrique
- Deudorix batikeli (Boisduval, 1833); présent à Madagascar.
- Deudorix batikelides Holland, 1920
- Deudorix caliginosa Lathy, 1903; présent dans le sud de Afrique
- Deudorix chalybeata Joicey et Talbot, 1926
- Deudorix dariaves Hewitson, 1877; en Afrique sur la cote du Pacifique
- Deudorix dinochares Grose-Smith, 1887; en Afrique sur la cote du Pacifique et à Madagascar.
- Deudorix dinomenes Grose-Smith, 1887; présent en Afrique et à Madagascar.
  - Deudorix dinomenes dinomenes
  - Deudorix dinomenes diomedes Jackson, 1966
- Deudorix diocles Hewitson, 1869; dans le centre et l'est de l'Afrique.
- Deudorix ecaudata Gifford, 1963; dans le sud-est de l'Afrique.
- Deudorix edwardsi Gabriel, 1939; dans le centre ouest de l'Afrique.
- Deudorix galathea (Swainson, 1821); dans le centre ouest de l'Afrique.
- Deudorix jacksoni Talbot, 1935; dans le sud-est de l'Afrique.
- Deudorix kayonza Stempffer, 1956; dans le centre ouest de l'Afrique.
- Deudorix livia (Klug, 1834); dans tout le nord de  l'Afrique.
  - Deudorix livialivia
  - Deudorix livia barnetti Libert, 2005
- Deudorix lorisona (Hewitson, 1863); présent en Afrique sauf dans le sud-ouest.
  - Deudorix lorisona lorisona
  - Deudorix lorisona abriana Libert, 2004;
  - Deudorix lorisona baronica Ungemach, 1932;
  - Deudorix lorisona coffea Jackson, 1966;
  - Deudorix lorisona sesse Stempffer et Jackson, 1962;
- Deudorix magda Gifford, 1963; au malawi.
- Deudorix montana (Kielland, 1985)
- Deudorix mpanda (Kielland, 1990)
- Deudorix nicephora Hulstaert, 1924; dans le sud de l'Afrique.
- Deudorix odana Druce, 1887; dans le centre ouest de l'Afrique.
- Deudorix penningtoni van Son, 1949; en Tanzanie.
- Deudorix pewcaecus Tennent, 2008, Nouvelle Calédonie
- Deudorix renidens (Mabille, 1884); à Madagascar.
- Deudorix suk Stempffer, 1948; dans l'est de l'Afrique.
- Deudorix ufipa Kielland, 1978
- Deudorix vansomereni Stempffer, 1951; dans l'est de l'Afrique.
- Deudorix vansoni Pennington, 1948; dans le sud-est de l'Afrique.
- Deudorix wardii (Mabille, 1878); à Madagascar.

### Résidant en Asie du sud-est et Océanie
- Deudorix affinis (Rothschild, 1915); en Nouvelle-Guinée.
- Deudorix apayao Schröder et Treadaway, 1983;
- Deudorix ceramensis Ribbe, 1901
- Deudorix democles Miskin, 1884; en Australie.
- Deudorix diara Swinhoe, 1896.
- Deudorix diovis Hewitson, [1863]
- Deudorix dohertyi Tytler, 1915. en inde.
- Deudorix elioti Corbet, 1940; en Thaïlande et en Malaisie.
- Deudorix epijarbas (Moore, 1857)
  - Deudorix epijarbas epijarbas en Inde, Océanie dont la Nouvelle-Calédonie[1].
  - Deudorix epijarbas amatius Fruhstorfer, 1912
  - Deudorix epijarbas ancus Fruhstorfer, 1912; dans le nord de l'Inde.
  - Deudorix epijarbas biaka Joicey & Talbo
  - Deudorix epijarbas cinnabarus Fruhstorfer, 1912
  - Deudorix epijarbas coriolanus Fruhstorfer, 1912; aux  Philippines.
  - Deudorix epijarbas dido Waterhouse, 1934;
  - Deudorix epijarbas diovella Waterhouse, 1920; aux Fidji.
  - Deudorix epijarbas enganicus Fruhstorfer
  - Deudorix epijarbas littoralis Joicey et Talbot, 1916;
  - Deudorix epijarbas megakles Fruhstorfer, 1912; au Sulawesi.
  - Deudorix epijarbas menesicles Fruhstorfer, 1912; à Taïwan.
  - Deudorix epijarbas mesarchus Fruhstorfer, 1912
  - Deudorix epijarbas terenzius Fruhstorfer;
  - Deudorix epijarbas turbo Fruhstorfer, 1912; aux Moluques.
- Deudorix epirus (C. & R. Felder, 1860) en Océanie dont Moluques, Nouvelle-Guinée, Australie.
  - Deudorix epirus epirus
  - Deudorix epirus agimar Fruhstorfer, 1908
  - Deudorix epirus despoena Hewitson;
  - Deudorix epirus eos Hewitson
  - Deudorix epirus kallios Fruhstorfer;

- Deudorix gaetulia de Nicéville, [1893];
- Deudorix hainana Chou et Gu, 1994;
- Deudorix hypargyria (Elwes, [1893])
- Deudorix isocrates (Fabricius, 1793); en Inde.
- Deudorix kessuma (Horsfield, [1829])
  - Deudorix kessuma kessuma à Java.
  - Deudorix kessuma clearchus (Fruhstorfer, 1912);
  - Deudorix kessuma deliochus Hewitson, 1874;
  - Deudorix kessuma throana Fruhstorfer;
- Deudorix kuyoniana Matsumura, 1912; à Taïwan.
- Deudorix loxias Hewitson, 1863; au Sulawesi.
- Deudorix maudei Joicey et Talbot, 1916.
- Deudorix novellus Yagishita, 2006
- Deudorix masamichii (Okubo, 1983)
- Deudorix mulleri Tennent, 2000; en Nouvelle-Irlande.
- Deudorix niepelti Joicey et Talbot, 1922; en Nouvelle-Irlande.
- Deudorix perse Hewitson, 1863; en Inde et en Thaïlande.
- Deudorix philippinensis Schröder, Treadaway et Hayashi, 1981; aux Philippines.
- Deudorix rapaloides (Naritomi, 1941); à Taïwan.
- Deudorix sankakuhonis Matsumura, 1938; à Taïwan.
- Deudorix smilis Hewitson, [1863]
  - Deudorix smilis smilis en Malaisie, Birmanie et Thaïlande.
  - Deudorix smilis dalyensis (Le Souef et Tindale, 1970); en Australie.
  - Deudorix smilis silo Hewitson; à Bornéo.
  - Deudorix smilis sylvia (D'Abrera, 1971)
  - Deudorix smilis vocetius Fruhstorfer, 1912;
- Deudorix staudingeri Druce, 1895; à Bornéo et en Malaisie.
- Deudorix subguttata (Elwes, [1893])
  - Deudorix subguttata subguttata; en Birmanie.
  - Deudorix subguttata malaya (Pendlebury & Corbet, 1933);  en Malaisie.
- Deudorix sumatrensis Fruhstorfer, 1912.
  - Deudorix sumatrensis sumatrensis; à Sumatra.
  - Deudorix sumatrensis stubbsi Eliot, 1962; en Malaisie.
- Deudorix strephanus Druce, 1896; à Bornéo.
- Deudorix woodfordi Druce, 1891; en Papouasie-Nouvelle-Guinée.